# 三億円事件
三億円事件（さんおくえんじけん）は、1968年（昭和43年）12月10日朝、東京都府中市で金融機関の現金輸送車に積まれた約3億円の現金が白バイ警察官に扮した男に奪われた窃盗事件である。正式な事件名は「現金輸送車強奪事件」である。通称では「三億円強奪事件」と呼ばれる。後に有楽町三億円事件・練馬三億円事件との区別のため、「府中三億円事件」とも称されることがある。犯人検挙に至らなかったことから、1975年（昭和50年）12月10日に刑事訴訟法250条における公訴時効が成立し、未解決事件となった。また1988年12月10日には、除斥期間の経過により損害賠償請求権も消滅した。
日本犯罪史において最も有名な事件に数えられ、「劇場型犯罪」でありながら完全犯罪を成し遂げ、フィクションやノンフィクションを問わず多くの作品で取り上げられている。

## 概要

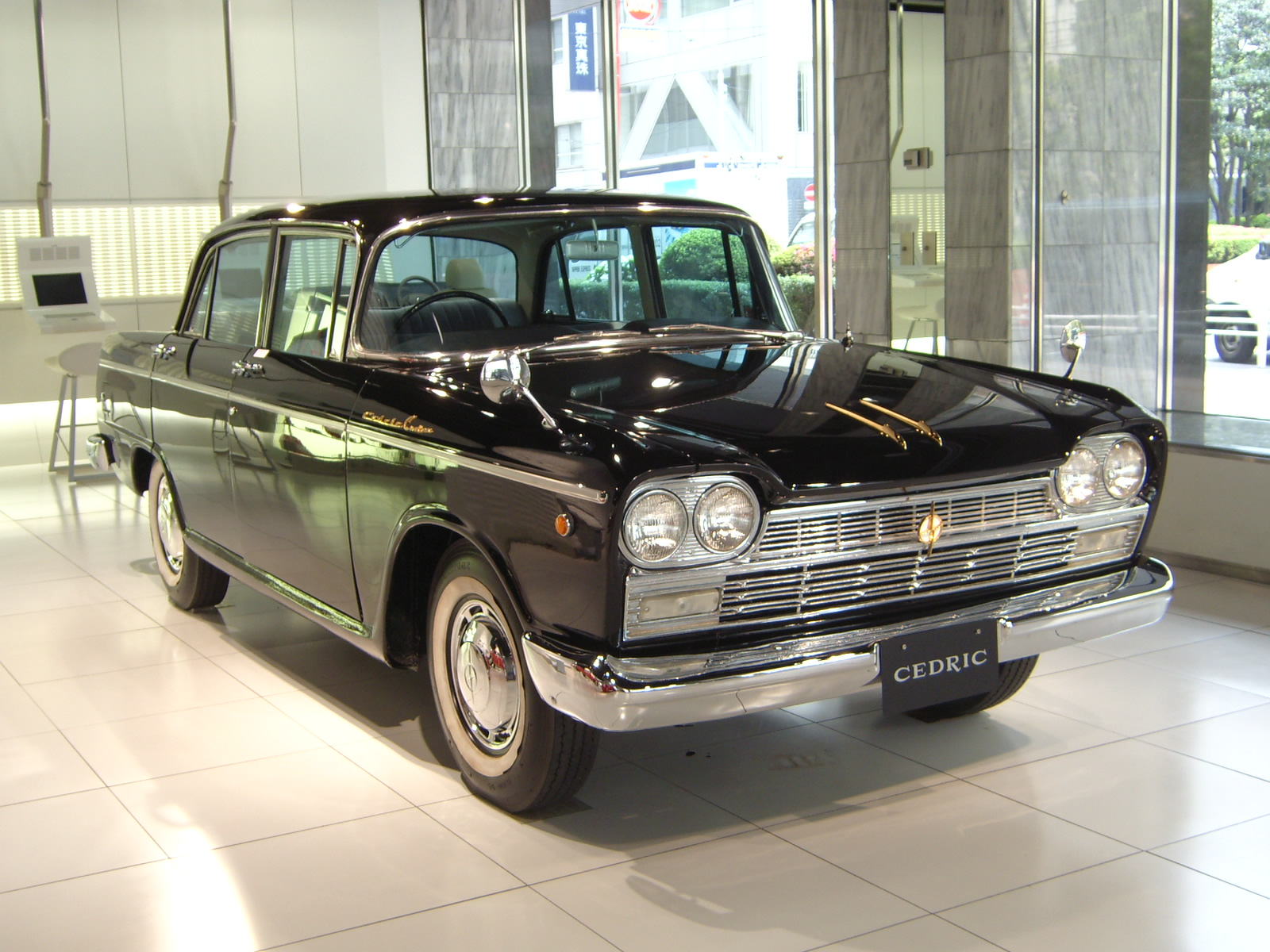
当時の現金輸送車にはセダン型の自動車が使われていた（写真は現金輸送車と同型の日産・セドリック）。

現金輸送車に積まれた東芝府中工場の従業員4525人に支給されるボーナス2億9,430万7,500円が白バイ隊員に扮した男に奪われた事件である。「三億円強奪事件」とも言われているが、日本の刑法においては本件犯行は強盗罪には該当せず、窃盗罪となる。
盗まれた約3億円には保険が掛けられていたことから、日本の保険会社が給付した補償金によって全額が賄われ、事件の翌日には全ての従業員にボーナスが全額支給された。その保険会社もまた再保険をかけており、日本以外の保険会社によるシンジケートに出再していたことから給付した金額分が補填されたために、直接的に日本国内で金銭的損失を被った者がいなかった。犯人が暴力に訴えず計略だけで多額の現金強奪に成功し、保険による補償で金銭的に実害を被った者がいなかったことから、被害金額2億9430万7500円の語呂で現金強奪犯は「憎しみのない強盗」とも言われる。一方で、三億円別件逮捕事件を受けて後年自殺した人物や、捜査の過労で殉職した警察官が2名いるなど、事件の影響を受けて数奇な運命に翻弄されたり、不運に見舞われたりする人たちも一部でみられた。
警視庁の捜査において、重要参考人リストに載った人数は実に11万人にも達し、捜査に投入された警察官は延べ17万1,346人、捜査費用は7年間で9億7,200万円以上が投じられるなど、空前の大捜査となったが、最終的に犯人検挙には至らず、1975年（昭和50年）12月10日、公訴時効が成立（時効期間7年）した。1988年（昭和63年）12月10日に民事の時効も成立した（時効期間20年）。本事件は、日本犯罪史に名を残す未解決事件となった。
本事件により日本では多額の現金輸送を実施することに対する危険性が認識されるようになった。本事件が契機となり企業などでは従業員の給与や賞与等の支給について、各人が登録する金融機関の口座振込にすることが一般化するようになり、また専門の訓練を積んだ警備会社の警備員による現金輸送警備が常態化した。
盗難被害に遭った紙幣のうち、紙幣の番号が判明したのは五百円紙幣2000枚分（100万円分）のみであるが、これらの紙幣が使用された形跡はない。

### 貨幣価値
事件から半世紀以上が経った2020年代でも、被害金額3億円は豪邸の購入に匹敵する大金であり、現金窃取事件としては当時の最高金額であった。これは、2014年（平成26年）の貨幣価値に直すと、消費者物価指数で見れば約3.5倍の約10億円の価値に当たる。
事件当時、大卒の初任給が約3万600円と言われ、2016年の初任給20万3800円と比較すると、約20億円の価値に相当する。その他、50 - 100億円の価値に相当するという意見もある。いずれにせよ、その後に起こった現金強奪事件と比べても、貨幣価値においてはいまだ国内最高である。

## 経緯
1968年（昭和43年）12月6日、日本信託銀行（後の三菱UFJ信託銀行）国分寺支店長宛に速達で郵便物が届いた。内容は「翌7日午後5時までに指定の場所に300万円を女性行員に持ってこさせないと、支店長宅を爆破する」というもので現金を要求する脅迫状であった。翌7日、銀行員に扮した女性警察官を脅迫状の指示通りに行動させ、警察官約50名が現金受け渡し場所の周辺に張り込んだが、犯人は現れなかった。

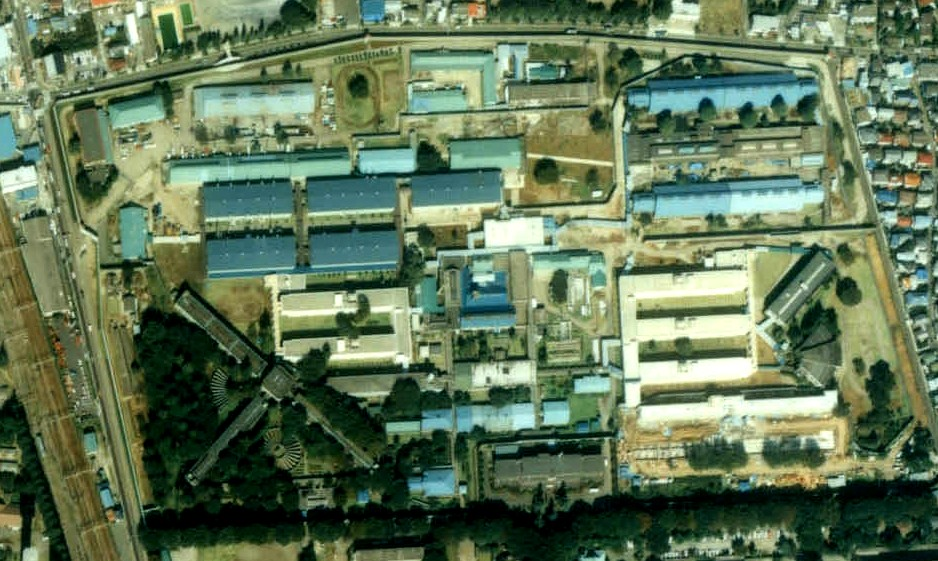
府中刑務所

脅迫事件があった4日後の12月10日午前9時15分、日本信託銀行国分寺支店（現存せず）から東京芝浦電気（現・東芝）府中工場へ、工場従業員に支給するボーナス2億9430万7500円の現金が入ったジュラルミン製トランクケース3個を輸送する現金輸送車（日産セドリック1900カスタム）が銀行を出発した。輸送車は国鉄中央線のガード下を通り、国分寺街道を南下したのちに「明星学苑前」交差点を右折し、府中刑務所裏の府中市栄町、通称「学園通り」と呼ばれる通りに差し掛かった。
「学園通り」を半分くらい走行したところで、突然後方から警察の白バイが猛スピードで現れ、走行中の現金輸送車を反対車線から追い抜き、警察官が左手を挙げながら輸送車の前を塞いで停車させた。その白バイは、なぜかバイクの後方に軽自動車用のシートカバーを引っかけたまま、それを引きずって走っていた。
現金輸送車の運転手は、白バイに捕捉されたことから「スピード違反でもしたのか？」と思い、スピードメーターを確認したが、時速30キロの制限速度を守って走行しており、なぜ止められたのかと疑問に思った。白バイから降りた警察官が小走りで車に近寄ってきたので、運転手は窓を少し開け「どうしたのか」と聞いた。すると警察官は「小金井署の者ですが、巣鴨警察署からの緊急連絡で、貴方の銀行の巣鴨支店長宅が爆破されました。この輸送車にもダイナマイトが仕掛けられているという連絡があったので、車の中を調べて下さい」と言った。運転手が「昨日点検したが、そのようなものは無かった」と答え、後部座席に乗車していた行員二人も車内を確認したが、それらしき物は見つからなかった。白バイ警察官が「車の下に有るかもしれない」と言ったことから銀行員たちは念のため車の外に出ることになった。このとき運転手は輸送車のエンジンは切ったが、キーは差したまま車を降りた。そのキーには車のトランクやジュラルミンケースのキーも一緒に束ねて付けてあった。白バイ警察官は、車の前方へ回り、ボンネットを開けてエンジン周りを点検したあと、現金輸送車の下周りを捜索し始めた。
4日前に支店長宅を爆破する旨の脅迫状が送り付けられていた事もあり、銀行では不審物に警戒するように通達を出していた。その事により、ダイナマイト捜索という緊迫感がある雰囲気に銀行員たちは呑まれていた。白バイ警察官は、輸送車の車体下に潜り込んで捜索していた。すると輸送車の下から突然、白煙と赤い炎が吹き出し始めた。白バイ警察官は「有ったぞ！ダイナマイトだ！爆発するぞ！早く逃げろ！」と叫び、4人の銀行員を車から退避させた。銀行員たちは、爆発の危険から身を守ろうと現金輸送車から東へ100メートルほど遠ざかり、民家の物陰や垣根に身を伏せた。銀行員の一人は、後続車に爆発の危険を知らせようと道路上に立ちふさがり、トラックを停車させていた。陸上自衛隊車両を運転していた自衛官は、反対車線の車の下から煙と火が吹き出しているのを発見したため、消火器を持って駆けつけようとした。その直後に白バイ隊員は、現金輸送車の運転席に乗り込みエンジンを始動、自ら輸送車を運転して府中街道方面へ急発進させた。その後に現金輸送車は、府中街道「刑務所角」交差点を赤信号無視で右折し、大型ダンプカーと衝突しそうになりながらも恋ヶ窪方面へ走り去った。この間、わずか3分間の出来事だった。
この時、銀行員たちは白バイ警察官がダイナマイトによる爆発の危険を回避させようと現金輸送車を移動させたと考え「勇敢な白バイ警察官だ」と思ったという。しかし、現金輸送車は白バイ警察官諸とも現場から消え失せ、行方が判らなくなった。路上に落ちていた「ダイナマイト」は依然として煙と炎を吹いていたが、いくら待っても爆発はおろか、それ以上は何も起きなかった。銀行員たちは、恐る恐る「ダイナマイト」に近づいて確認したところ、それは単なる発炎筒が煙と炎を出しているだけのものだと判った。路上には、発煙筒とシートを引っ掛けたままの「白バイ」だけが残されていた。発煙筒が自然鎮火した後、オートバイに詳しい輸送車の運転手が乗り捨てられた「白バイ」が偽物だと気付いたことから「勇敢な白バイ警察官」は、実は白バイ警察官に扮したニセ者であり、約3億円の現金が窃盗犯によって持ち去られたことを銀行員たちはようやく認識した。
白バイ警察官に扮した犯人によって約3億円の現金が持ち去られてから既に10分が経過していた。銀行員たちは、現場の側に建っていた府中刑務所の監視塔刑務官に向かって大声で「車が盗まれた！通報してくれ！」と頼み、更に現金盗難現場から程近いガソリンスタンドに駆け込み、電話を借りて銀行へ事の顛末を報告した。報告を受けた銀行では支店長代理によって110番通報が為された。だが当初は、現金輸送車に対する検問を実施した警察官が実際にいるのかどうかという問い合わせが通報の内容だったことから、初動対応に遅れを生じさせる一因となった。検問を実施した警察官は存在しないと確認した警視庁は、9時50分に伊豆・小笠原諸島を除く東京都全域に緊急配備を敷いた。奇しくも、この日は毎年恒例の歳末特別警戒の初日であった。警視庁は要所で検問を実施したが、当初は自動車の乗換えを想定していなかった事もあり、現金輸送車と同型車種（黒色の64年型・日産セドリック1900カスタム）を発見することに重点が置かれていた。その後に自動車の乗換えが発覚してからは、都内の主要な道路において全車両に対する詳細な検問を実施した。その結果、激しい交通渋滞を招いて多くの車両を検問することはできなかった。検問による渋滞がより一層激しくなってきたことから、警視庁は夕方までに検問を取り止めた。夜になってからも捜索は続けられたが、犯人と現金は発見できず、事件当日中に犯人を逮捕することができなかった。

## 多磨農協脅迫事件
三億円事件発生の半年ほど前、1968年4月25日から同年8月22日にかけて、多磨農業協同組合（多磨農協／現：マインズ農業協同組合）に対して現金恐喝や放火爆破予告をする脅迫事件が計9回発生した。手口は脅迫状送付、脅迫電話、壁新聞投げ込みによるものだった。
この事件は、脅迫日が東芝の給料日だったこと、脅迫状の筆跡が1968年12月6日に日本信託銀行国分寺支店へ送付された脅迫状の筆跡と同一とされたことなどから、3億円事件と関連があると分析された。
3億円事件を捜査する警視庁府中警察署・「現金輸送車強奪事件」特別捜査本部は、のちに「3つの事件」を同一犯による犯行であると結論付けた。
6月25日に多磨農協を脅迫する文章の中では「よこすかせんはひきょうもん」という文言が入った脅迫状を送っている。「よこすかせん」とは脅迫状を送る9日前の6月16日に国鉄横須賀線大船駅で発生した横須賀線電車爆破事件について触れたと言われている。なお、脅迫状作成当時は横須賀線電車爆破事件の犯人は不明だったが、三億円事件発生1ヶ月前の11月9日に純多摩良樹をペンネームとする犯人が逮捕され、1975年12月5日に死刑執行された。

## 遺留品
犯人が犯行現場などに残した遺留品が124点もあったことから、捜査本部では犯人検挙について当初は楽観的ムードが漂っていた。ところが、遺留品や盗難品は一般市場に大量販売された大量生産品であったため、販売ルートから犯人を特定することは困難を極めた。捜査は大量生産時代の壁に突き当たってしまった。犯人の主な遺留品を「第一現場」「第二現場」「第三現場」「第四現場」「脅迫状」「2つ雑誌」に分類して以下に記述する。

### 第一現場
府中市栄町、府中刑務所北側の「学園通り」路上が「第一現場」と呼ばれている。三億円強奪事件が起きた現場である。遺留品には偽装白バイと装備品、発煙筒などが残った。

#### 偽装白バイ関連の遺留品
ヤマハ・スポーツ350R1
犯人が偽装白バイに使用した盗難バイクである。1968年11月19日から20日の間に盗まれた。1968年当時の警視庁で採用されていた白バイの車種はホンダ製であり、ヤマハ製の白バイは存在しなかった。盗難バイクの元の色は青色であるが、偽装白バイに仕立てるために車体全体の塗装面が白く塗り直されていた。本物の白バイに偽装するためにストップライト（赤色灯に偽装）、トランジスタメガホン（通称トラメガ。広報用スピーカーに偽装）、スイッチ、クッキー缶（書類箱に偽装）、ホースバンド、ステンレス製タオル掛（ストップライト固定用）などが装着されていた。盗まれたバイクは、犯人が現金強奪を実行する前に428キロメートルの走行履歴があった。外見の偽装以外の特徴として、ハンドルやシートには誤って塗装した部分をベンジンで拭いたと思われる痕跡が残されていた。また「トランジスタメガホン」を塗装する際に新聞紙を使って養生しており、その紙片の微細な痕跡が後部に数ヶ所付着していた。
トランジスタメガホン
トランジスタメガホン（トラメガ）は、本物の白バイの広報用スピーカーに見せかけるために白く塗装され、偽装白バイに取付けられていた。兵庫県宝塚市の東亜特殊電機製である。製造番号から5台が出回っていることが分かり、4台まで所在を確かめた。残る1台は東村山市の工事現場で盗難に遭っており、これが犯行に使用された物と推測された。
クッキー缶
白バイの書類箱に見せかけるために洋菓子のクッキー缶が使われていた。クッキー缶は白く塗装され、後部座席にガムテープで固定されていた。犯行当時、バイク用の書類箱はカー用品店でも販売されていたが、本物とは大きく異なる意匠のクッキー缶を使用した上にガムテープで固定していたことから、お粗末な改造とされた。そのため、犯人は白バイに詳しい人物ではなく、素人レベルの改造であることの根拠の一つとされた。その一方で、代用品による最低限の改造と塗装で偽装白バイを仕立て上げ、実際に銀行員らを一時的に信用させたことからすれば、改造の技量はともかく、犯人は本物の白バイを詳細に観察して外見や装備品などの知識を豊富に持っていたとする見方もある。クッキー缶のメーカーは明治商事だったが、3万個が市場に流通していたために、捜査本部は販売ルートから購入者を捜査することを断念した。またクッキー缶を利用していたことから、犯人の甘党説が浮上した。
新聞紙片
トランジスタメガホンは、白ペンキで2度塗装されていた。捜査に行き詰まっていたある日、トランジスタメガホンの表層面の塗装が剥がれた部分に4ミリメートルほどの紙片のようなものが数ヶ所付着しているのを捜査員が発見した。拡大して見ると、そこには菱形状の模様や黒い点が見えていた。捜査本部が警視庁科学検査所（当時）に鑑定を依頼したところ、それは新聞紙片で、新聞の見出し部分を際出せるために使われる「地紋」の模様の一部であると推測された。捜査本部は、新聞を特定するために偽装白バイが改造されたと推測される日時から遡って約二年分の各新聞社発行の新聞を地道に調べた。すると1968年12月6日発行の「産経新聞」朝刊13版11面・婦人面掲載の「食品情報」という記事の見出し部分に使われていた漢字「品」の右下部分であることが判明した。決め手となったのは「地紋」の模様が一致したことである。「地紋」は各新聞社が独自にデザインすることから種類も千差万別であるが、各社で特徴が出ることから判別が可能だった。紙片の分析を行ったところ、紙は愛媛県伊予三島市の大王製紙の工場で作られたと判明した。さらに分析した結果、製造された紙が使われていた産経新聞が配達された地域は、東京都三多摩地区であることが判明した。
その後に東京都多摩地区での配部数は13,485部、販売所数は12か所と特定された。しかしながら配達地域の住民の転出入が激しかったことや、新聞を購読する家が頻繁に変わっていたことから捜査は難航した。2年掛かりで販売所を特定できたが「順路帳」（配達先の住所録）は処分された後であり、「新聞紙片」による捜査では、犯人検挙に繋がる情報を得ることは出来なかった。
ハンチング帽
「第1現場」で発見された。偽装白バイが事件現場まで引き摺ってきたボディカバーの中から発見されたことから、犯人の物と考えられている。帽子に付着した汗を検出すれば、少なくとも実行犯の血液型を特定できたが、遺留品の多さからの楽観ムードによるものからか、鑑定に出す前に刑事同士で交互に被ることで鑑定不能にするミスを犯していた。ハンチング帽の製造元は大阪市東成区の中央帽子製である。54個が出荷され、36個の所在が判明した。残りの18個は東京都立川市の帽子小売店が市内の安値市で販売していたが、誰に売ったかまでは特定できなかった。

#### 発煙筒関連の遺留品
発煙筒
犯人は、銀行員たちを現金輸送車から遠ざける手段として発煙筒を実際に使用して煙を出し、ダイナマイトが爆発するかのように偽装した。犯行に使用された発煙筒は横浜市保土ケ谷区の日本カーリット保土ヶ谷工場製が製造した「ハイフレイヤー5」で、ガソリンスタンド等を中心に4,190本が販売されていた。発炎筒に巻かれていた紙はNHKの「電波科学・昭和43年7月号」の付録であるテレビ回路図だった。
磁石
犯人が発炎筒を現金輸送車の下部に装着するために磁石を2個使用していた。「マグネットキャッチ」と呼ばれる建具部品を分解したものである。磁石は発炎筒に銅線で巻きつけられていたが、鉄線と比較して透磁率が悪かったため、磁力が充分に働かずに発炎筒は現金輸送車に装着出来ず、道路上に落下して犯行現場に残された。大平製作所が製造し、4万3240個が流通していた。

### 第二現場
東京都国分寺市西元町の国分寺史跡・七重塔跡近くの墓地入口および武蔵国分寺跡のクヌギ林が「第二現場」と呼ばれている。現金輸送車が乗り捨てられていた場所である。現金輸送車の中に現金およびジュラルミンケースは残されていなかった。第二現場では、事件当日の朝に濃紺のカローラ（第2カローラ）が駐車しているところを近隣の住人に目撃されていたことから、犯人は犯行現場で奪った現金輸送車を第二現場まで運転し、現金の入ったジュラルミンケース3個をあらかじめ用意していた「第2カローラ」に移し変えて逃走したと考えられた。犯人の「逃走車への乗換」という計略を捜査当局が早期に見抜けなかったことが、検問などの初動捜査で犯人を検挙できなかった一因である。

### 第三現場
府中市栄町、明星高校近くの空地が「第三現場」と呼ばれている。犯行前に偽装白バイを停めていた場所である。犯行時間直前、カバーを被った状態でエンジンがかかっているオートバイ(カバーがかかった状態なので、偽装白バイとは気がついてなかった)を不審がった近所の主婦が目撃している。
捜査本部の見立てでは、犯人は銀行を出発した現金輸送車を「第1カローラ」と呼ばれる盗難車で追跡し、輸送ルートを確めたあとに「第三現場」で「第1カローラ」を乗り捨てた、と推測された。その後犯人は、あらかじめ用意していた偽装白バイに乗り換え、現金輸送車を追い掛けて犯行に及んだと考えられている。「第三現場」には、「第1カローラ」と「レインコート」が残されていた。
レインコート
濃紺色のレインコートが蛙脱ぎ（裏返しながら脱ぐことの通称）の状態で「第三現場」に残されていた。 事件翌日に公開されたが、一般からの情報提供がほとんど無かった。事件の10年前に製造されたもので、製造した会社は1958年（昭和33年）時点で倒産していた。レインコートに関しては、様々な情報が錯綜したが、すぐに重要な遺留品とは看なされなくなり、しばらくは捜査の脇に追いやられていた。重要な遺留品と認定されたのは事件から3年後のことだった。袖裏にアイロンを掛けた跡があり、また内襟に「クリーニング」のタグの跡を示す白い糸が付いていた。しかしながら、捜査が遅れたために、それ以上の捜査の進展はなかった。
第1カローラ
「第1カローラ」とは、犯人が現金輸送車を追跡するために使用したと推定される緑色のカローラのことである。11月30日から12月1日の間に盗まれた。ナンバープレートは「多摩5め3863」。犯行当日に府中市栄町の「第三現場」の空き地で発見された。発見時、半ドアでワイパーは動いたまま、窓は開けっ放しの状態であった。「第1カローラ」の乗り捨てられた状態と偽装白バイの後部にシートカバーを引っ掛けたまま走行していたこととを併せて推察すれば、犯人には犯行を遂行するのに時間的余裕は全く無かったと考えられている。

### 第四現場
東京都小金井市本町の団地敷地内の駐車場が「第四現場」と呼ばれている。「第二現場」で犯人が現金輸送車から乗り換えた「第2カローラ」が乗り捨てられていた場所である。事件発生から4か月後の4月9日に発見された。乗り捨てられた「第2カローラ」の車内に現金を抜き取った後の空のジュラルミンケースが3個残されていた。現金をジュラルミンケースから抜き取った場所が「第四現場」である可能性もあるが、団地内の駐車場という人目につきやすい場所であるため、移し変えた場所は別の現場である可能性もあり、実際のところ断定するには至っていない。団地内に駐車していた他車も捜査したところ、別件の盗難車が複数台発見された。それらは犯人が犯行に利用した疑いがある車両だと断定された。多額の現金を移し変えるにせよ、盗難車両を隠匿するにせよ、それは団地の敷地内という人目には付くが他者への関心が及ばない場所を利用し、都会の死角や盲点を巧みに突くという、緻密で用意周到な犯人像を補強した。
第2カローラ
「第2カローラ」とは、現金を奪った犯人が「第二現場」で現金輸送車から乗り換えた濃紺のカローラのことである。ナンバープレート「多摩5ろ3519」から「多摩五郎」のコードネームが付けられた。事件直前に「第二現場」で目撃されており、事件直後に「乗り換え」の事実を知った警視庁は「乗り換えに使用された車」の行方を追っていたが、正確な車種とナンバープレートを特定できなかったことから捜査は行き詰まっていた。車は盗まれたシートカバーで覆われていたため、発覚するまでに時間を要し、事件発生から4ヵ月後の4月9日に小金井市本町の本町団地敷地内の駐車場で発見された。車の中に空のジュラルミンケースが残されていたことから、第二現場からの乗り換えに使われた車両であると断定された。「第2カローラ」は、自衛隊が撮影した航空写真により、事件翌日には既に団地内の駐車場に駐車していたことが判明している。
ジュラルミンケースの土
現金を入れていたジュラルミンケースを鑑定したところ、一つのケース内部に土が1.5グラム付着していた。土を精密検査した結果、警視庁科学検査所の鑑定では犯行現場から4キロメートル離れた国分寺市恋ヶ窪の雑木林の土壌に酷似していると分析し、農林省林業試験場の鑑定では「第二現場」の土壌に近似していると分析した。このため捜査本部は、恋ケ窪付近に犯人のアジトがあると見て、徹底的に捜査したが、アジトはもとより犯人検挙に繋がる情報を得ることは出来なかった。
ホンダ・ドリーム
1968年11月9日に盗まれたオートバイである。1968年当時、ホンダドリームは警察の白バイとして採用されていた車種であるため、犯人は当初、この盗んだオートバイを偽装白バイに改造しようとしていた可能性があると推測された。盗難後の走行距離は60キロメートルと短かった。オートバイの持ち主によると、この車体は減速時にノッキングを起こしやすい不具合があったという。犯人は盗んだ後に試運転を行い、エンジン系の不調に気付いたため、別の車体（ヤマハスポーツ350R1）を入手して偽装白バイに改造したと推理された。
3台の盗難車
「第2カローラ」以外にも「第四現場」に放置された盗難車が3台存在することが判明した。車種は「プリンススカイライン2000GT」「日産・ブルーバード」「プリンススカイライン1500」である。各盗難車は、盗まれたシートカバーで覆われていたため発覚を免れていた。1971年（昭和46年）、工学者の額田巌は、警察の依頼で遺留品の鑑定を行い、2台のシートカバーの紐の結び方を比較した。額田氏の見解によれば、それぞれの結び方が異なるため、ブルーバードを盗んだのも三億円事件の犯人だとすれば、3億円事件の犯人は複数犯であると結論付けている。
ギャンブル関連品
盗難車「プリンススカイライン2000GT」の車内に競馬専門紙2部とスポーツ紙1部、府中の東京競馬場近くの喫茶店のマッチ、平和島競艇のチラシが残されていた。いずれの遺留品も車の持ち主には身に覚えが無い物品であることから、車を盗んだ犯人が所持していた物と推測された。そのため、犯人像としてギャンブル愛好家説が浮上した。
女性物のイヤリング
盗難車「プリンススカイライン1500」の車内から女性物のイヤリングが発見された。車の持ち主には身に覚えが無い物品であることから、車を盗んだ犯人が所持していたものと推測された。犯人の身近にいる女性の物か、あるいは犯人が複数犯であれば、犯行グループの中に女性がいる可能性が浮上した。

### 脅迫状
銀行に脅迫状を送付した封筒に貼られた切手に唾液の痕跡があり、B型の血液型が検出されている。また、脅迫状は雑誌の切り貼りと手書きで文章を作成していたが、その雑誌が発炎筒の巻紙に使われた雑誌と完全一致したことから、脅迫状を送った犯人と現金強奪犯が同じであることが明らかになった。
多磨農協脅迫事件と日本信託銀行脅迫事件の両事件で送られてきた脅迫状の文面の特徴として以下の特徴があった。
- 「ウンテンシャ」「イマ一度の機会」など特定の業種が使う言葉を使用
- 語句と語句の間を分ける「わかち書き」の使用
- 強調語句の右隣に「●―●―●」という記号を使用
- 「オレタチ」「我々」などの複数犯を思わせる記述
- 「コン柱オキバ」など電話関係者の業界用語の使用
- 多磨農協職員の車のナンバーを特定している記述

### 2つの雑誌
脅迫状の作製と発炎筒の加工には「近代映画」と「電波科学」という2つの雑誌が使われていた。「近代映画」のページから文字を切り抜いて脅迫文を作製し、「電波科学」からは文字の切り取り以外に付録のページ全体を切り取り、発煙筒の外側に巻いていた。捜査本部は、2つの雑誌の読者層を分析して犯人を捜査した。しかし、2つの雑誌の読者の趣向は両極端であり、これらの雑誌を販売している書店に聞き込みをしても、2つの雑誌を同時に購読する読者は皆無で、結局犯人に辿り着けなかった。
捜査本部は、その後の捜査で「電波科学」の読者にとって一番重要だった「配線図」のページが犯行に使用されていたことから、本来の読者であれば違うページを使用した蓋然性が高いと推理した。犯人は捜査を撹乱するため、無作為に2冊の雑誌を入手して犯行に使用したものと結論付け、雑誌に関する捜査を打ち切った。

## 実行犯に関する目撃証言
事件発生の少し前、犯行に使用された偽装白バイに関する目撃証言が集まっている。1968年11月下旬の朝8時頃に府中市の市道を走行していた青いオートバイ、更には同12月1日深夜に京王線高幡不動駅近くで一方通行の道路に対して逆向きに停めてあった青いオートバイがそれぞれ目撃され、2件の目撃情報とも4桁のナンバーが偽装白バイに使用されたオートバイ（ヤマハスポーツ350R1）と同じであった。また事件前日の12月9日20時40分には、府中市の交差点で不自然なスピードで走行する、本物の白バイよりもシートが高い「違和感がある白バイ」とすれ違った、とする目撃証言がある。
現金強奪前の第三現場では、シートを被せられた「白バイ」の目撃証言が寄せられた。現金強奪10分前の9時20分には何かを狙うように待機する「白バイ隊員」の姿が自宅にいた主婦に目撃されている。また現金強奪30分前の9時頃に日本信託銀行国分寺支店から50メートル離れた空き地で銀行の出入りを窺う不審なレインコートの男を目撃した人物が4人いる。4人の目撃者によると、不審な男は「身長165センチメートルから170センチメートル」「30代くらいの男」であると証言している。
直接の現金強奪の犯行現場となった第一現場では、4人の銀行員の他に府中刑務所の職員、近くにいた航空自衛隊員などの目撃証言者がいた。しかし、これらの目撃者の証言は曖昧だったり勘違いだったりすることもあった。
第二現場付近では、犯行直後に猛スピードで走る車に泥水を跳ねられた通行人の主婦がいた。主婦は、すぐに車のナンバーを控え、警察に通報した。警視庁がナンバーを照合したところ、泥水を跳ねた車は、第一現場で強奪された現金輸送車のセドリックだったことが判明している。
国分寺市の造園業者の親子が車を運転中に乱暴な運転の濃紺カローラとすんでのところで接触事故になりかけた。カローラは猛スピードで国分寺街道方面に走り去って行った。造園業親子の目撃証言では、カローラの運転手は長髪の若い男で、無帽かつ黒っぽい服を着用し、助手席は無人だったという。ジュラルミンケースは見ておらず、車のナンバーも確認していないが、無謀な荒い運転や濃紺色という目撃証言から、犯人が第二現場で逃走用に乗り換えた「第二カローラ・多摩五郎」であることが確実視されている。
東京都杉並区内の検問所で「銀色のトランクを積んだ灰色ライトバン」を捕捉したが、突破されて逃亡した。これが最後に目撃された犯人の姿とされる。

## 捜査

### モンタージュ写真による捜査
12月21日にモンタージュ写真が公表された。しかし、これは通常のモンタージュ写真のように顔のパーツを部分的につなげて作成されたものではなく、事件直後に容疑者として浮上した人物（後述する立川グループの少年S）が犯人に似ているという銀行員4人の証言を根拠とした上で、少年Sに酷似した人物の顔写真をそのまま無断で用いたものであった。なお、捜査本部は実行犯を間近で目撃した4人の銀行員たちを刑事のふりをさせてSの通夜をしていたS宅に招き、Sの顔を面通しをさせて、4人全員がSが実行犯に「似ている」または「よく似ている」と答えている。
後に4人の銀行員は事件3日後の12月13日に銀行内での内輪の報告では警察の聴取とは異なり、犯人の人相記憶に一貫した説明ができなかったり、漠然としていて顔や形の説明ができなかったり、1人は車の窓の柱が邪魔になって実は犯人の顔を見ていなかったと語っていたこと等が判明したことなどから、現金を強奪される際に「キーを差し込んだまま逃げた」「通報が遅れた」というミスを犯した責任感に加えて「犯人の顔も覚えていない」では許されないという重圧から証言に大きなバイアスがかかっていた可能性が浮上した。また、後の警察の補充捜査で、4人の銀行員の目撃証言について4人が同室で証言させられたことで他の銀行員の意見に引きずられやすい雰囲気の中で調書が作成されたこと等の問題点が浮上している。
本来「このような顔」として示す程度のモンタージュ写真を「犯人の実写」と思い込んだ人が多く、そのために犯人を取り逃がしたのではないかという説もある。また、モンタージュ写真を見せて取材をしていた記者が捜査本部に「家にモンタージュ写真を持って男が話を聞きに来たが、その男が写真に似ていた」と通報されるなど、モンタージュ写真の公開によって膨大な情報提供が寄せられたことが却って捜査を混乱させたという指摘がある。
1971年に「犯人はモンタージュ写真に似ていなくてよい」と方針を転換、問題のモンタージュ写真も1974年に正式に破棄されている。しかし、その後も本事件を扱った各種書籍などでこのモンタージュ写真が使用され続けており、犯人像に対する誤解を生む要因となっている。
なお、これらの経緯が初めて明らかになったのは、『文藝春秋』1980年8月号における小林久三・近藤昭二の共筆による記事によるものである。

### ローラー作戦
事件現場となった三多摩地区には当時学生が多く住んでいたことから、一帯にアパートローラー（全室への無差別聞き込み）を掛けた。警察において被疑者とされた者の数は十数万人に及んだ。事件現場前にある都立府中高校に在籍した高田純次や布施明の名前もあった。もっとも、2人とも事件とは無関係であることが後に判明した。
なお事件自体が、当時盛り上がりを見せていた学生運動の摘発を目的とする強引な捜査の口実として捏造されたとする陰謀論も存在する。

### その他の捜査
通常の事件と同様に遺留品などから検出された指紋の照合も行われていた。しかし、上記の通り遺留品はどれも大量生産されていたものだった影響から、照合する指紋の量が多すぎたことや、指紋の照合をした警視庁鑑識課の指紋係員がわずか3人と少数だったため大した効果は得られなかった。
警察は事件当時に盗まれた3億円のうち、番号がわかっていた500円札2000枚分（100万円分）のナンバー（XF227001A～XF229000A）を公表した。これについても解決にいたらなかった。
1975年３月、時効を前にした警察は超常現象研究家の中岡俊哉の進言を受け、極秘裏にジェラール・クロワゼに透視を依頼していた。このことは『夕刊フジ』（1974年５月９日付）がすっぱ抜いたことで明らかになった。警察関係者によるリークに憤った中岡は、著書『クロワゼットの透視力』（1976年６月刊行）において、透視内容を含めた一部始終を公表している。

## 犯人像
事件当時から「単独犯説」と「複数犯説」が唱えられ、目撃者や脅迫状に書かれた文面、遺留品などから様々な犯人像が浮上した。ただし、「複数犯説」については以下の通り否定的な見解がなされ、一般的には「単独犯説」が主流である。
- シートを引きずったままの偽白バイで犯行に及ぶなど、複数犯であれば考えにくいミスをおかしている。
- 共謀者がいれば実施されていたであろう、逃走の成功を左右しかねない対向車を排除する措置が犯行現場の周辺で執られていない。
- 手に入れた大金の配分を巡る争いが行われた形跡がない。

### 立川グループ
事件当時、立川市内で車両窃盗を繰り返した非行少年たち。その中でも、以下のメンバー2人が捜査線上に挙げられている。

#### 少年S
立川グループのリーダー格。事件当時は19歳。
状況証拠
- 「車の三角窓を割り、ドアの鍵を開けてエンジンとスターターを直結する」という車の窃盗手口が同じ。
- 地元出身で土地勘があり、車やバイクの運転技術が巧み[4]。
- 1968年3月に立川市のスーパーで「発炎筒をダイナマイトに見せかけた強盗事件」を起こした仲間と親しい[注釈 7]。
- 父親は白バイ隊員で、白バイに関する知識が豊富[4]。
- 親族以外のアリバイが不明確。
- 事件前に東芝や日立製作所の現金輸送車を襲う話をしていた。

反証
- Sの自宅に徹底した家宅捜索が行われたものの、入手したはずの現金が一切見つかっていない[4]。
- 事件前日の夜、新宿で飲酒していたとされ（後述）、単独犯であった場合は複数の車両を使った犯行を朝にできるとは考えにくい[4]。
- 血液型はA型であり、脅迫状の切手のB型とは異なっていた[4]。
- 脅迫状の筆跡と一致しなかった[4]。
- 多磨農協脅迫事件の脅迫状が投函された8月25日、まだ少年鑑別所に収容されていた。

その後
事件当時、移送中に逃亡して行方不明になっていた少年Sだったが、捜査本部は立川市にある実家への張り込みを行い、部屋からレコードの大音量が流れていたことから、少年Sが実家へ帰っていることを突き止めた。ところが、周辺の警察署へ「手を出さないように」と連絡していたにもかかわらず周知徹底が不足しており、事件から5日後の1968年12月15日、立川署の刑事2人が少年Sの実家を訪問し、居場所を尋ねた。仕事で不在の父親に代わり対応した母親は
「息子はいません」
と答えた。
刑事たちが引き揚げた後、仕事を終えて帰宅した父親と大喧嘩する声が近隣住民に聞かれている。
同日深夜、父親が購入していた青酸カリで少年は自殺した。しかし、周りの人間は「Sは自殺するような人間ではない」と口を揃え、さらに青酸カリが包まれた新聞紙からは、父親の指紋しか残されていなかったため、疑問視する声が強い。
なお、現場には少年が妹に宛てて書いた遺書2通と母親が書いた遺書1通（「私の遺骨は実家の墓に入れて下さい」という内容）が残されていた。捜査員が母親に問いただすと、
「息子が便箋がほしいと言うので渡したが、まさか遺書を書くためとは思わなかった。私の遺書はずっと以前に書いたもの。息子を巡って以前から夫婦仲が悪く、死のうと思ったことがあった。遺書はその時のもので、便箋の中に挟んだまま、捨てるのを忘れていた」
という苦しい弁明に終始した。
捜査員たちは、「刑事が自宅を訪れたことから両親が少年を問い詰めたところ、三億円事件の実行犯であることを告白したため、一家の将来を悲観した両親は『一緒に死のう』と言ったにもかかわらず、少年だけを自死に追い込んだ」と考えた。事実、現場には2つコップがあったが、青酸カリの反応が出たのは1つだけだった。
1968年の12月21日、Sに酷似したモンタージュ写真が公開されたものの、Sの父親へ尋問を行った平塚八兵衛刑事の判断などによって警察はSを「シロ」と断定した。
その劇場型犯罪に相応しいインパクトからドラマや小説でこの説が取り上げられることが多いため、「警官の息子犯人説」は世間に広く知られることとなった。

#### 少年Z
立川グループのメンバー。事件当時は18歳。
状況証拠
- 実家が貧しく、スナックを経営する母親に金の無心を繰り返していたにもかかわず、事件後に喫茶店を開店し、不動産会社を設立。家具付きの高級アパートに住み、ハワイに別荘を購入。高級外車を何台も乗り回すなど、桁違いに金回りがよくなっていた。事件後、彼が使った金額は1億円にも上った。
- その他、少年Sの上記3つと同じ理由。

反証
- 血液型はAB型であり、脅迫状の切手のB型とは異なっていた。
- 脅迫状の筆跡と一致しなかった。

その後
公訴時効寸前の1975年11月15日、別件の恐喝罪で逮捕され、金の出所を追求された。
当初は出所を説明していたものの、警察の捜査によって矛盾点や嘘がわかり、その点を問い詰めると度々叫び声をあげ、頭を机や床に打ち付けるなどの自傷行為に走った。取り調べにならず、時効の問題もあったため、上層部の判断により12月4日に釈放された。

### ゲイボーイ
以下K。少年Sと交際があったゲイ。事件当時は26歳。
親族を除き、事件当日のSに関する証言をした唯一の人物。Kの証言は、事件の2〜3日前から前日にかけて新宿の自宅マンションで夜を過ごし、明るくなった朝8時頃に自宅を出るのを見送ったと証言した。ただし、朝8時というのは時計を見ていたわけでなく冬における外の明るさで判断としており、雨が降っていたが傘やレインコートを貸した記憶がなかったなど、曖昧な点があった。
Kの証言では初めてSと会ったのは事件の20日前なのに夏（少なくとも4か月程度前）に一緒に旅行に行った時に撮影された少年Sの写真を飾っていたことなど不可解な点があった。さらに事件1年後に、外国に移住して、ゲイバーを開店したり、再び日本に戻った時には日本では自宅マンションや2軒目のマンションを購入したり、事件7年後には実家に豪邸を建てたりなど、明らかに金回りがよくなっていた。
もしKがSと共犯であれば、Sが鑑別所にいる間の脅迫書を出すこと、事件関連の30代の男に関する目撃証言や電話の声の証言、第4現場の盗難車に残されていた女性物のイヤリングにもつながる。
警察は捜査を進めるも、Kを「シロ」と断定した。Kは急に金回りがよくなった点について「外国のパトロンがついた」と述べている。

### 府中市の運転手
府中市に住む運転手であった容疑者Fは、事件当時は25歳。住まいや過去の運転手の仕事から各現場の地理に精通していること、血液型が脅迫状の切手と同じB型、タイプライターを使う能力を持っていること、友人に送った手紙が犯行声明文と文章心理が似ていること、モンタージュ写真の男と酷似していることなどから容疑者候補として浮上。しかし、脅迫状の筆跡が異なっており、金回りに変化がないことから、警察は慎重に捜査をすることとしていた。
発生から1年後の1969年12月12日、『毎日新聞』が本人の顔と本名をモンタージュ写真にFの顔を合成するなどして犯人視する報道を展開。このため警察が逃亡を防ぐとの名目で別件逮捕。新聞各社も「容疑者聴取へ」などと実名報道で書き立てる。ところが、本人が場所を記憶違いしていたながらも事件当日に就職面接を受けていたアリバイが報道を見た会社の面接担当者からの連絡で証明され、完全なシロとして釈放された。
しかし、警察に容疑者として逮捕されたうえに、新聞各社が犯人扱いで学歴、職歴、性格、家庭環境まで事細かく暴露。このため本人は職を失い一家は離散。さらに、その後も真犯人の見つからない中で、「三億円事件の容疑者として逮捕された」との世間の偏見と、事件に関するコメントを執拗に求めるマスコミ関係者に悩まされ職を転々とし、2008年9月に自殺した。

### 日野市三兄弟
東京都日野市の電気工事会社を経営する三兄弟。事件当時は上から31歳・29歳・26歳。大きなガレージ風の物置がありオートバイの偽装のための塗装がしやすいこと、次男がオートバイマニアの不良グループに属していたこと、看板店の営業経験があり塗装技術があること、事件前に発炎筒がつけられた車を購入していたこと、兄弟の一人が事件前にハンチング帽を被っていたことが怪しいとされた。しかし、車の発炎筒やハンチング帽が事件のものと異なること、事件の4日後に借金していたことなどが判明。その後も警察は日野市三兄弟を捜査するも事件と結びつかなかった。

### 不動産会社社員
不動産会社社員。事件当時は32歳男性。事件前に金に困っていたが事件後に金回りが良くなったこと、東芝府中に勤務経験があること、姉が東芝府中に12年勤務していること、自動車の運転が巧みなこと、モンタージュ写真の男と酷似していることが怪しいとされた。しかし、事件当日に杉並区から神奈川県横浜市に車で行く途中で非常検問にひっかかり、アリバイがあること、金回りの変化については不動産売買で1600万円を入手したことが明らかになったことから容疑者から外された。

### 会社役員
以下P。三億円事件から13年前の1955年に銀行員1人を仲間にしたり仲間の1人が刑事を装うなどして、東京都千代田区にある銀行の現金輸送車を襲う計画を仲間3人と実行。この事件ではすぐに逮捕されたものの計画性や発想が三億円事件と類似するものであった。Pは出所後に刑務所の中で知り合った友人に「今度は1年がかりで大きなことをやる」と豪語。三億円事件発生後に土地や住宅や外車を購入して金回りが良くなったため、容疑者として浮上。しかし、金回りに関しては、不動産会社から合法的な資金提供を受けたことが判明した。ハワイへ移住しマンション暮らしをしていたことがわかった。後にハワイで病死した。

## 自称三億円事件犯人
時効成立後、三億円事件犯人を自称する人物が何人か登場している。テレビ等で事件が取り上げられることが多いのが原因で時期は事件発生時と同じ12月に集中している。
なお、当時の担当刑事によると事件の際に発炎筒が通常通り点火しなかったが、犯人は通常とは異なる手法で発炎筒を点火させていることが遺留品から判明している。またジュラルミンケースには現金・ボーナス袋のほかにある特殊な「モノ」が入っていたという。発炎筒の特殊な点火手法やジュラルミンケースに留置された「モノ」は一般発表されておらず、捜査関係者と真犯人しか知らないはずである。

## 事件を扱った主な作品

### 小説
- 『小説三億円事件』 佐野洋（講談社 1970年） ISBN 4061833847
- 『名探偵なんか怖くない』 西村京太郎（講談社 1971年）
- 『ただいま浪人』 遠藤周作（講談社 1972年）ISBN 4061312456
- 『小説 3億円事件「米国保険会社内調査報告書」』松本清張（『水の肌』所収 新潮社 1978年） ISBN 9784103204077
- 『時効成立―全完結』 清水一行（角川書店 1979年） ISBN 404146305X
- 『白バイと紅薔薇』大下英治（『現代虚人列伝』所収 現代の眼編集部編 現代評論社 1979年）
- 『父と子の炎』 小林久三（角川文庫 1985年）ISBN 4041438187
- 『小説・三億円事件』 斎藤栄（『バイカル号殺人事件』所収 徳間書店 1985年）
- 『死者よ静かに眠れ』 新都達也（三交社 1987年）ISBN 4879198021
- 『夏泊殺人岬』内田康夫（徳間書店 1987年）ISBN 4195683009
- 『三億の郷愁』 清水義範（『「青春小説」』所収 講談社 1989年）
- 『野獣は、死なず』　大藪春彦（光文社 1995年） ISBN 4334725457 - 登場人物の一人が三億円事件の実行犯とされる。
- 『真犯人-「三億円事件」31年目の真実』 風間薫（徳間書店 1999年）ISBN 4198609764
- 『三億円事件～20世紀最後の謎』 一橋文哉（新潮社 1999年） 新潮文庫版 ISBN 4101426228
- 『事件「三億円」』 竹野衆星（文芸社 2001年）ISBN 4835521056
- 『トップランド1980 紳士エピソード1』 清涼院流水（幻冬舎 2002年）ISBN 4344402235
- 『初恋』 中原みすず（リトル・モア 2002年）ISBN 4898150640
- 『ルパンの消息』 横山秀夫（光文社 2005年）ISBN 4334076106
- 『閃光』 永瀬隼介（角川書店 2006年）ISBN 9784043759026
- 『府中三億円事件を計画・実行したのは私です。』 白田（ポプラ社 2018年）ISBN 978-4-591-16126-5

### 演劇
- 『四谷諧談』井上ひさし（1975年10月、芸能座で初演。『雨』所収、新潮社、1976年。新潮文庫、1983年。『井上ひさし全芝居 その2』新潮社、1984年）
- 『三億円少女』塩田泰造 (2010年10月の劇団ゲキハロ第9回公演で上演。Berryz工房のメンバーが毎公演交代で主演を務めた)

### 映画
- 『クレージーの大爆発』（東宝、1969年）監督：和田嘉訓、主演：植木等
- 『銭と肌　巷説三億円強奪事件』（協立映画、1969年）監督：福田晴一、主演：久保新二
- 『喜劇 三億円大作戦』（東宝 1971年）原作：箕島忠平『私は三億円事件をここまで追いつめた』、監督：石田勝心、脚本：ジェームス三木・長坂秀佳、主演：田宮二郎、三木のり平[12]
- 『実録三億円事件 時効成立』（東映、1975年）原作：清水一行『時効成立』、監督：石井輝男、脚本：小野竜之助・石井輝雄、主演：岡田裕介、小川真由美
- 『痴漢通勤バス』（にっかつ、1985年）監督：滝田洋二郎、主演：滝川真子、中根徹
- 『ピエタ』（日活、1997年） 監督: 北川篤也、脚本: 高橋洋、主演: 大沢樹生、諸江みなこ、松原智恵子  ※VHSとしてリリースされた際のタイトルは『大強奪 ピエタ』
- 『初恋』（ギャガ・コミュニケーションズ、2006年）原作：中原みすず『初恋』、監督：塙幸成、脚本：塙幸成、市川はるみ、鴨川哲郎、主演：宮﨑あおい、小出恵介
- 『ロストクライム -閃光-』（角川映画、2010年）原作：永瀬隼介『閃光』、監督：伊藤俊也、脚本：長坂秀佳、伊藤俊也、主演：渡辺大、奥田瑛二、主題歌：DEEP『milestone』

### テレビドラマ
- 『悪魔のようなあいつ』（TBS、1975年）原作：阿久悠、上村一夫「悪魔のようなあいつ」、脚本：長谷川和彦、主演：沢田研二
- 『太陽にほえろ!』（日本テレビ、1975年）第177話「海に消えたか三億円」、脚本：畑嶺明、小川英、主演：石原裕次郎、勝野洋
- 『大非常線』（NET、1976年）第5話「脱獄の唄」、脚本：田波靖男、安斉あゆ子、小川英、主演：谷隼人
- 『Gメン'75』（TBS、1977年）第86話「パリ警視庁の五百円紙幣」、第87話「冬のパリの殺し屋」、第88話「パリ―紺碧海岸 縦断捜査」、脚本：高久進、西島大
- 『特捜最前線』（テレビ朝日、1978年）第88話「私だけの三億円犯人!」、脚本：塙五郎、主演：二谷英明、本郷功次郎
- 『父と子の炎 あの三億円事件の真相は?親は我が子を殺せるか』（日本テレビ、1981年）原作：小林久三「父と子の炎」、脚本：長野洋、主演：若山富三郎、佐藤浩市
- 『実録犯罪史シリーズ 新説・三億円事件』（フジテレビ、1991年）原作：大下英治「白バイと紅薔薇」、脚本：岩間芳樹、主演：織田裕二
- 『三億円事件〜20世紀最後の謎〜』（フジテレビ、2000年）原作：一橋文哉「三億円事件～20世紀最後の謎」、脚本：矢島正雄、主演：ビートたけし、長瀬智也、松田龍平
- 『時空警察2』（日本テレビ、2002年）脚本：大森寿美男、主演：陣内孝則
- 『ルパンの消息』（WOWOW、2008年）原作：横山秀夫「ルパンの消息」、脚本：水谷俊之、田辺満、主演：上川隆也
- 『完全犯罪ミステリースペシャル 新証言!三億円事件・40年目の謎を追え!』（フジテレビ、2008年）企画：立松嗣章、脚本：田辺満、主演：中村梅雀、山本耕史
- 『刑事一代 平塚八兵衛の昭和事件史』第二夜（フジテレビ、2009年6月2日）脚本：長坂秀佳、吉本昌弘、主演：渡辺謙
- 『クロコーチ』（TBS、2013年）原作：リチャード・ウー、コウノコウジ「クロコーチ」、脚本：いずみ吉紘、主演：長瀬智也、剛力彩芽
- 『都市伝説の女』第2シリーズ4話（テレビ朝日、2013年11月1日）脚本：倉持裕、主演：長澤まさみ
- 『松本清張ドラマスペシャル　三億円事件』（テレビ朝日、2014年1月18日）原作：松本清張「小説 三億円事件「米国保険会社内調査報告書」」、脚本：竹山洋、主演：田村正和
- 『モンタージュ 三億円事件奇譚』（フジテレビ、2016年6月25日、26日）原作：三億円事件奇譚 モンタージュ （渡辺潤）、脚本：大森寿美男、主演：福士蒼汰、芳根京子

### 音楽
- 『府中捕物控』 ALFIE（現THE ALFEE） - 時効成立に便乗する形で1975年に発売予定だったが、この事件に関連する法人である東芝グループのレコード会社である東芝EMI側における自主的な意向によってシングル盤が発売中止となり、これがアルフィーのその後を決定付けることとなった。この事件を題材とした事物では数少ない発売中止作品。後に作曲者の山本正之が一部異なる歌詞でセルフカバーした曲を原曲とは異なるレコード会社から発売された。その後、2014年12月17日発売の『青春の記憶+2』のボーナストラックとして収録されたため、約40年ぶりに日の目を見た。
- 『大ダイジェスト版 三億円強奪事件の唄』 高田渡、1969年発表。原曲はアメリカ民謡「ジェシー・ジェイムズ（英語版）」。この曲には一部の歌詞が異なる複数のバージョンがある。
- 『消えた三億円』 エコノミック・アニマルズ、1975年発表。
- 『頭脳警察1』 頭脳警察 - ディスクジャケットに犯人のモンタージュ写真をそのまま使用。発売当時、大半の収録楽曲において、歌詞の過激さが原因で数ヶ月後に廃盤処分となった。2001年にCD版が発売されたのを機にアルバムそのものの封印が解除された。
- 『時効』 般若 - この楽曲が収録されているアルバム『内部告発』のジャケットは犯人のモンタージュ写真に般若自身の顔をコラージュしたデザインとなっている。

### 漫画
- 『いまにみていろミーだって』赤塚不二夫（1969年） - 『おそ松くん』の長編バージョン。犯行に使用され乗り捨てられたカローラを発見したイヤミとバカボンのパパが巻き起こす珍騒動が描かれている。一緒に発見されたジュラルミンケースの中はカラッポという落ちが付く。
- 『三大ベストシリーズ《幻の真犯人》消えた三億円』横山まさみち〈『月刊別冊少年マガジン』1970年6月号〉
- 『悪魔のようなあいつ（漫画版）』原作：阿久悠・作画：上村一夫（1975年、講談社） - 上述のテレビドラマのコミカライズ版。
- 『ドキュメント三億円事件捜査本部』田中司〈『週刊少年ジャンプ』1975年51号(12月22日号)〉
- 『セミ・ドキュメント3億円事件 犯人はやつだ!!』原作：三木孝祐・劇画：門井文雄〈『週刊少年キング』1975年51号〉
- 『平塚八兵衛捜査記録 ザ・のら犬』原案：平塚八兵衛・劇画：石川球太〈『週刊少年チャンピオン』1975年49号(12月1日号)～1976年2号(1月5日号)〉
- 『三億円事件奇譚 モンタージュ』 渡辺潤（2010年-2015年、講談社） - 21世紀の日本で父親が三億円事件の犯人であると告げられた少年が事件の真相を探る。
- 『クロコーチ』原作:リチャード・ウー 作画:コウノコウジ（2012年-2018年、日本文芸社） - 汚職警官と新人刑事が三億円事件の真相、ひいては警察に巣食う暗部に挑んでゆく。
- 『府中三億円事件を計画・実行したのは私です。』 原作:白田 漫画:MUSASHI 集英社〈『少年ジャンプ+（2018年12月29日 - 2019年12月30日）〉 - 上記同名作品の漫画化

### パロディ・オマージュ
児童書
- 『ズッコケ三人組対怪盗X』 那須正幹（ポプラ社 1992年） - 三億円事件と同様の手口で七億円を奪う事件が登場する。

漫画
- 『サザエさん』 長谷川町子 - ノリスケが担当している作家が盗まれた原稿の内容と似ている、泥棒が入った家で三億円を発見するが4月1日だったため巡査に一笑に付される、マスオが家で晩酌中、つまみのイカの燻製を並べて数字をつくり、サザエがそれを見てマスオが何を考えていたかを見抜くなど。当時の新聞掲載の多くの漫画でネタにされた。
- 『バイトくん』いしいひさいち - 三億円事件時効成立の日、警察署に「犯人は俺や！」と名乗る男たちが押し寄せ、さらに出版社に自称犯人が手記の持ち込みに何人も押しかけてくる。
- 『こちら葛飾区亀有公園前派出所』 秋本治 - 12巻「ボーナスはまだか!?の巻」（1978年）では、三億円事件と同様の手口で葛飾署のボーナス（1億円未満）が奪われる事件が発生し、三億円事件の犯人のその後とも考えられる人物描写がある。7巻「ポラロイド!?の巻」（1978年）にも「白バイ警官に化けて資金を調達した」という、この事件の犯人を匂わせる記述の人物がいる。
- 『カリュウド』原作：日向葵、漫画：望月あきら - 1巻「特製ジュースをどうぞ!!」
- 『1・2のアッホ!!』 コンタロウ - 1巻「よみがえる日の巻」 記憶喪失になった三億円事件の犯人が、時効当日に再現ドラマ撮影で用意していた三億円を全く同じように強奪。時効で難事件から解放されるとホッとしていた三億円事件担当の刑事たちが、再び第二の三億円事件を捜査させられると知り錯乱するギャグ。他に2巻「ああ!スシ初体験の巻」で（はやく銀行に預けよう 盗まれないうちに…）と独白しつつ「三億円在中」と書いたトランクを持って白バイに乗る犯人が1カット出てくる。
- 『サイボーグ009対三億円犯人』 石ノ森章太郎（当時は石森章太郎） - 001が超能力で犯人を探し出し、009が犯人の自宅に乗り込んで「その(頭脳の)力をもっといいことに使え!」と犯人にお説教する。
- 『鉄面探偵ゲン』 石ノ森章太郎（当時は石森章太郎）- 第7話「鳴き竜のなくとき」、東京都の奥多摩にある竜神村で、空飛ぶ竜が目撃された。目撃者は逃げる最中に白骨死体を発見する。ジュラルミンケースも発見され死体は三億円事件の犯人に間違いないと思われたが、三億円は行方不明のまま。主人公ゲンは殺害犯の行方を追う。
- 『スケバン刑事』 和田慎二 - 麻宮サキが最初に担当したのが、この事件と同日に別の場所で起きていた一億円強奪事件。時効も同日だったが、寸前で解決した。
- 『夕焼けの歌』 西岸良平 - 7巻「時効」、主人公が夢をかなえるために現金を盗み海岸近くの松林に隠す。翌日、新聞で自分が盗んだ額が3億円だった事を知った主人公は事件の大きさに驚き使用に踏み切れず、時効後も三億円を隠したまま平凡な生活を送る。 - 10巻「私だけが知っている」、大学の法学部に通う主人公は三億円事件と同一の完全犯罪を思いつき、実行に移そうとする。しかし急な雷雨によって発炎筒代わりの煙幕花火が濡れるなどして失敗に終わり、落胆した主人公は自宅の窓から犯行計画書を紙飛行機にして飛ばす。計画書はその後通りすがりの男によって拾われるが、一読したその男こそが後の三億円事件の犯人であった、とする結末。
- 『金田一少年の事件簿』 原作：金成陽三郎、漫画：さとうふみや - 「FILE 12 蝋人形城殺人事件」（1995年）、犯人の恋人は三億円事件の首謀犯であり、その恋人を金目当てで殺害した仲間達へ復讐する（テレビドラマ化、アニメ化の際には、四億円事件に変更されている）。ちなみに同シリーズ登場人物である明智健悟（ドラマでは剣持）の設定は「父親は事件を追い続けた叩き上げ刑事」。
- 『アンラッキーヤングメン』 脚本：大塚英志、作画：藤原カムイ - 三億円事件の首謀者を主人公にした漫画。1968年、4人を射殺している連続射殺魔のN、学生運動から逃げ出して大学を中退した映画監督志望のT、薬学部の学生で革命に情熱を燃やしつつも原爆病に侵されつつあるヨーコ、警察官の息子でゲイボーイの薫らが、Tの書いた映画脚本を現実の犯罪に仕立て上げる。
- 『東京事件』 大塚英志、菅野博士 - 光クラブ事件の山崎晃嗣が、約3千6百万円の債務の返済のために、昭和23年から昭和43年にタイムスリップして三億円事件を犯行。そのままの紙幣では昭和23年では使えないため、かつての友人であった三島由紀夫にダイヤモンドへの換金を依頼する。

映画
- 『三億円をつかまえろ』（松竹 1975年） - 監督：前田陽一、脚本：菊島隆三、主演：有島一郎
- 『みんな～やってるか!』（オフィス北野 1995年） - 監督：北野武、主演：ダンカン - ファーストクラスの飛行機に乗りたいために、三億円事件や帝銀事件の要領で銀行強盗を図ろうとするが、失敗する。

テレビドラマ
- 『時効警察』（テレビ朝日、2006年） - 第7話「主婦が裸足になる理由をみんなで考えよう!」に三億円事件をパロディ化した平成三億円事件が登場する。
- 『水10!』-この子誰の子（フジテレビ、2006年） - 直接三億円事件という言葉は出ていないが、「三億円事件」を連想させる台詞が登場する。
- ゴスペラーズのビデオ・DVD『さかあがり』中に、彼らの歴史を特集した報道特別番組『20世紀日本』内でライブを収録したテープが盗まれる描写があるが、その時の手口が三億円事件のパロディ。

舞台・演劇
- 『三億円少女』（BS-TBS/アップフロントエージェンシー（現：アップフロントプロモーション）、2010年） - 脚本・演出：塩田泰造、プロデューサー：丹羽多聞アンドリウ、出演：Berryz工房　他

三億円事件の犯人は少女だった！？をテーマに現代にタイムスリップしてきた白バイ姿の少女をめぐる淡くて切ない恋の物語。

### 事件のモデルになったと言われた作品
- 『血まみれの野獣』 大藪春彦

犯人が「東京競馬場」（この事件の現場と同じ府中市にある）に爆弾を仕掛け、擬装パトロールカーで「売上金を積んだ現金輸送車」を襲う物語。三億円事件の犯人がこの小説から着想を得ていた、という報道もあった。また大薮も重要参考人として意見聴取を受ける。

### その他の関連する企画
府中市のタクシー会社が、解説付きで事件の現場をたどるツアーを、事件発生から50年目の2018年に実施した。